# ベアードバク
ベアードバク（中米獏、Tapirus bairdii）は、バク科バク属に分類されるバク。別名チュウベイバク。

## 分布
エクアドル、エルサルバドル、グアテマラ、コスタリカ、コロンビア、ニカラグア、パナマ、ベリーズ、メキシコ南部

## 特徴
体長180-250cm。肩高100-120cm。体重150-300kg。全身は褐色や黒の体毛に覆われる。顔や喉の体毛は淡い色彩をしている。

## 生態
標高3350mまでの森林や草原、沼、湿地などに生息し、水辺に好んで生息する。群れは形成せず、単独で生活する。夜行性で、昼間は茂みの中等で休む。水浴びを好み泳ぎは上手い。危険を感じると水中へ逃げ込む。
食性は植物食で、草、木の葉、果実などを食べる。
繁殖形態は胎生。妊娠期間は390-405日。1回に1頭の幼獣を産む。授乳期間は約1年。

## 人間との関係
生息地では食用にされることもある。
開発による生息地の破壊や、食用の乱獲などにより生息数は減少している。

## 画像

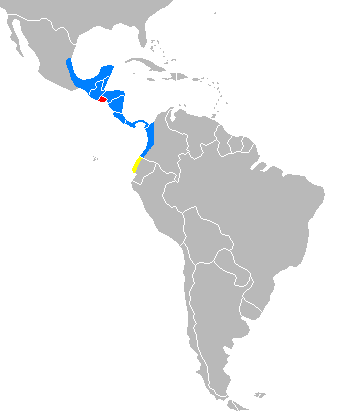
分布